# Depedro

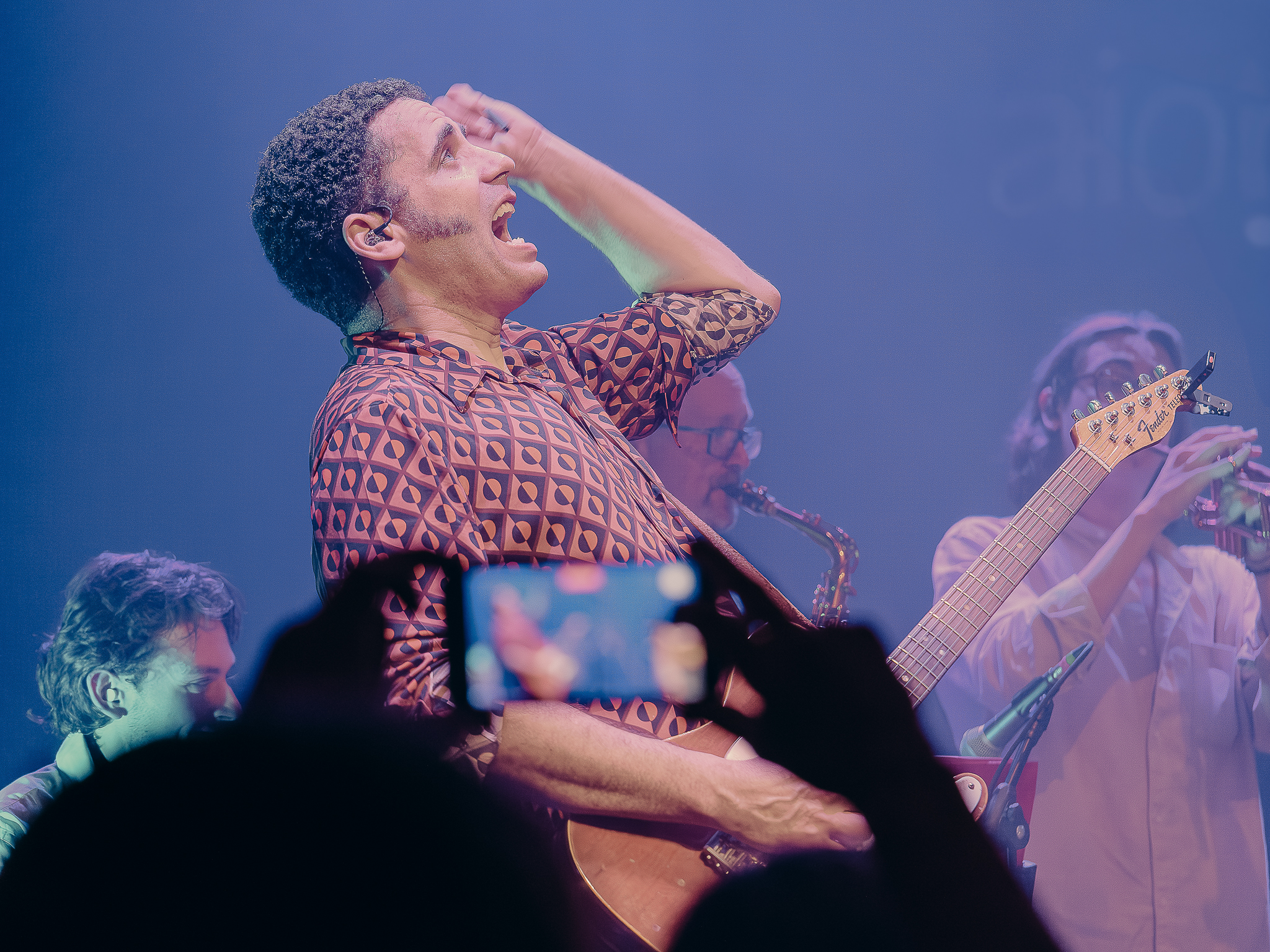
Depedro durante un concierto con Banda LIPA en Badajoz (2024).

Jairo Zavala (Madrid, 1973), conocido artísticamente como Depedro, es un músico y cantante español.
Ha dado giras por los cinco continentes, ha colaborado con músicos de todo el mundo en diferentes idiomas y sus discos han sido publicados en más de treinta países.

## Biografía
Jairo Zavala nació en Madrid en 1973, donde vivió entre Aluche y Carabanchel hasta los diecisiete años, en un ambiente familiar en el que se apreciaba la música. Fue al colegio Parque Aluche y después estudió en el Instituto Blas de Otero. Aprendió a tocar la guitarra de manera autodidacta y junto con Javier Vacas fundó el grupo La Vacazul, con el que llegó a grabar cinco discos. A partir de ahí, comenzó a profesionalizarse, tocando con hasta cinco o seis grupos a la vez. En esta época tocó en las bandas de varios programas de televisión, como la de El Club de la Comedia, grabó como músico de estudio para Amparanoia.
Gracias a Amparo Sánchez, conoció al grupo estadounidense Calexico, al que se integró y con el que dio varias giras y grabó varios discos.
En 2007, Zavala comenzó su carrera solista como Depedro, con el apoyo de Vetusta Morla, quienes le invitaron a tocar en vivo aquellas canciones que no encajaban en ninguno de los grupos con los que Zavala tocaba entonces.
En 2017, Jairo Zavala protagonizó el documental Casamance, la banda sonora de un viaje, dirigido por Paloma Zapata. Esta road movie musical narra la búsqueda de Lamine Konté, un griot senegalés, y sirve como una carta de amor a la rica tradición musical de Senegal. A través del documental, Zavala explora las raíces culturales y sonoras que han influido en su carrera, destacando su conexión con las músicas del mundo y su compromiso con la diversidad cultural.

## Anécdotas
- Cierta leyenda urbana hizo creer que el nombre Depedro venía del futbolista de la Real Sociedad Javi de Pedro, hecho que el mismo Zavala ha desmentido. Afirmó que el nombre se le ocurrió porque le suena "familiar y cercano".[3]

## Discografía en solitario

### LPs
- Depedro (Con el apoyo de Calexico) (2008)
- Nubes de papel (Con Chilla que tiemble) (2010)
- La increíble historia de un hombre bueno (2013)
- Casualidades (Con Los Coronas, Calexico y Santi Balmes) (2013)
- El pasajero (2016)
- Todo va a salir bien (Recopilatorio con colaboraciones) (2018)
- Érase una vez (2019)
- Máquina de piedad (2021)
- Antes de que anochezca (en directo) (2022)
- Un lugar perfecto (2024)